# Bobr (přítok Bereziny)
Bobr (bělorusky Бобр, rusky Бобр) je řeka ve Vitebské a v Minské oblasti v Bělorusku. Je 124 km dlouhá. Povodí má rozlohu 2190 km².

## Průběh toku
Říční údolí a koryto jsou místy bažinaté. Ústí zleva do Bereziny (povodí Dněpru).

## Vodní režim
Průměrný průtok vody v ústí činí 15 m³/s, maximální činí 540 m³/s.

## Využití
Využívá se k plavení dřeva.